# Île des Cyprès
L'île des Cyprès (en italien : isola dei Cipressi) est une île d'Italie du lac de Pusiano appartenant administrativement à Eupilio.

## Géographie
Elle s'étend sur environ 322 m de longueur pour une largeur approximative de 135 m. 

## Histoire
Petite colline, l'île fut fortifiée à l'époque médiévale. Elle fut plus tard habitée par Eugène de Beauharnais. 
De nos jours, elle est occupée par une famille milanaise nommée Gavazzi qui, passionnés par les animaux, y a constitué une réserve naturelle. 
L'île tient son nom des près de cent-trente cyprès qui y poussent. 

## Galerie de la faune présente sur l'île

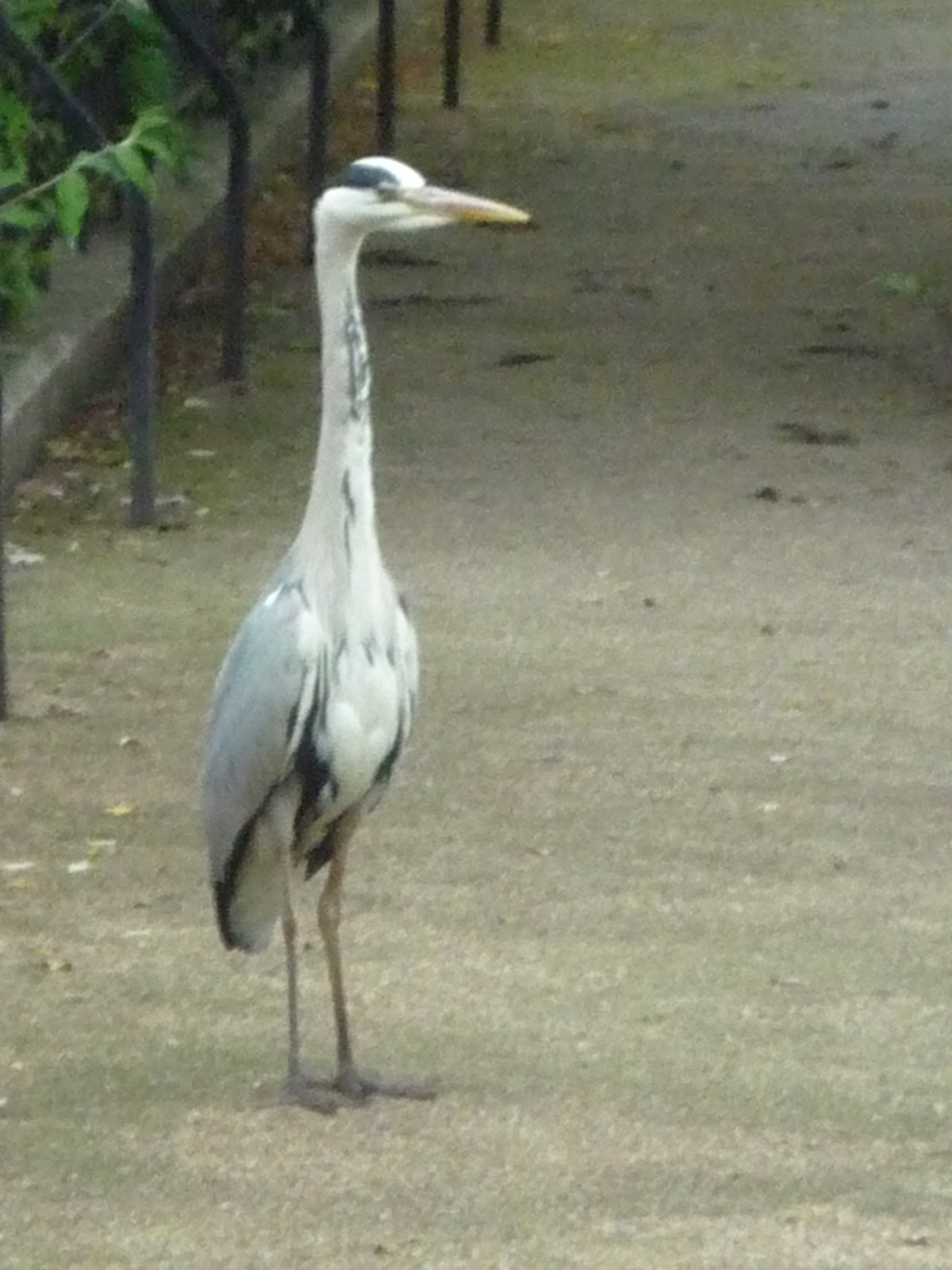
Ardeidae
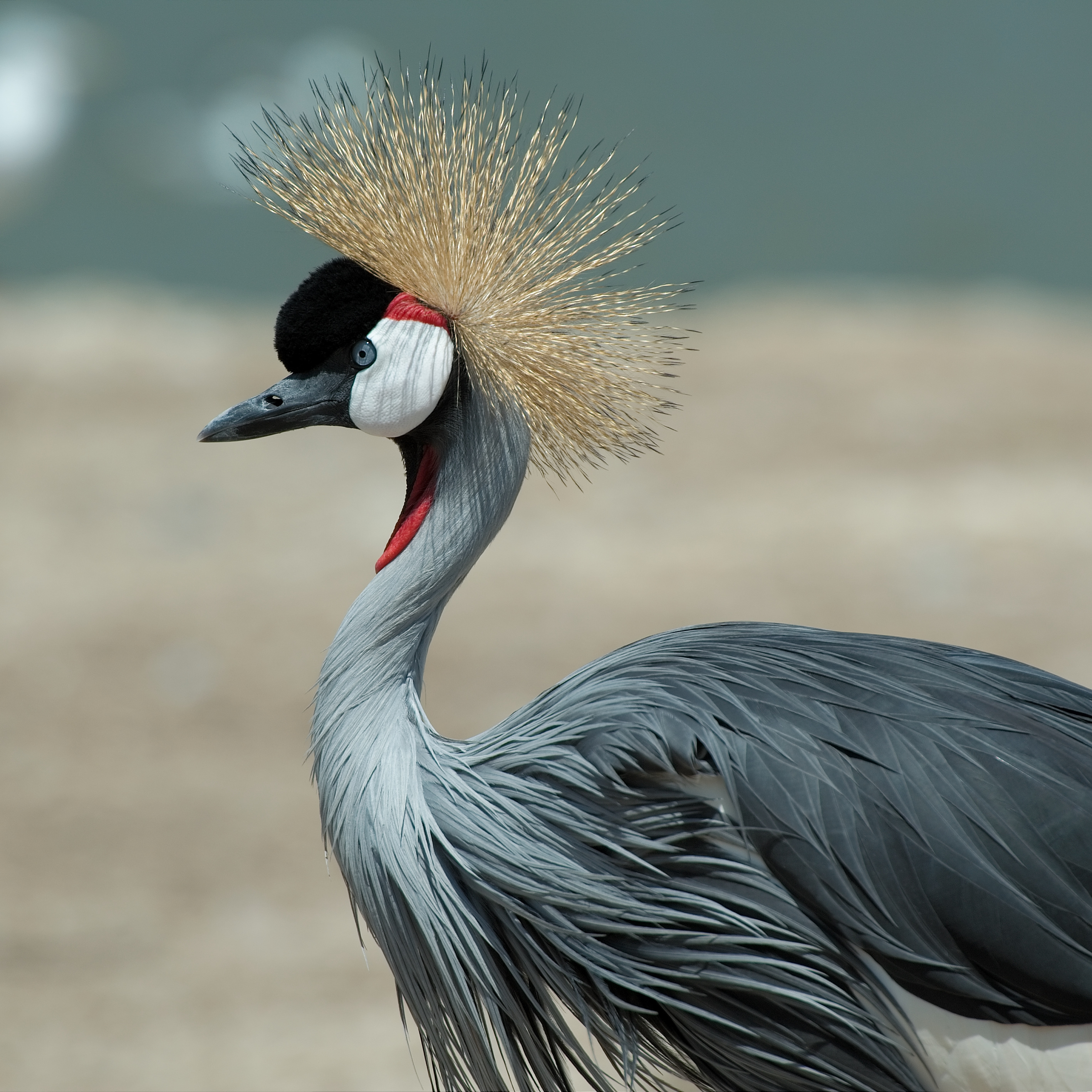
Grue royale
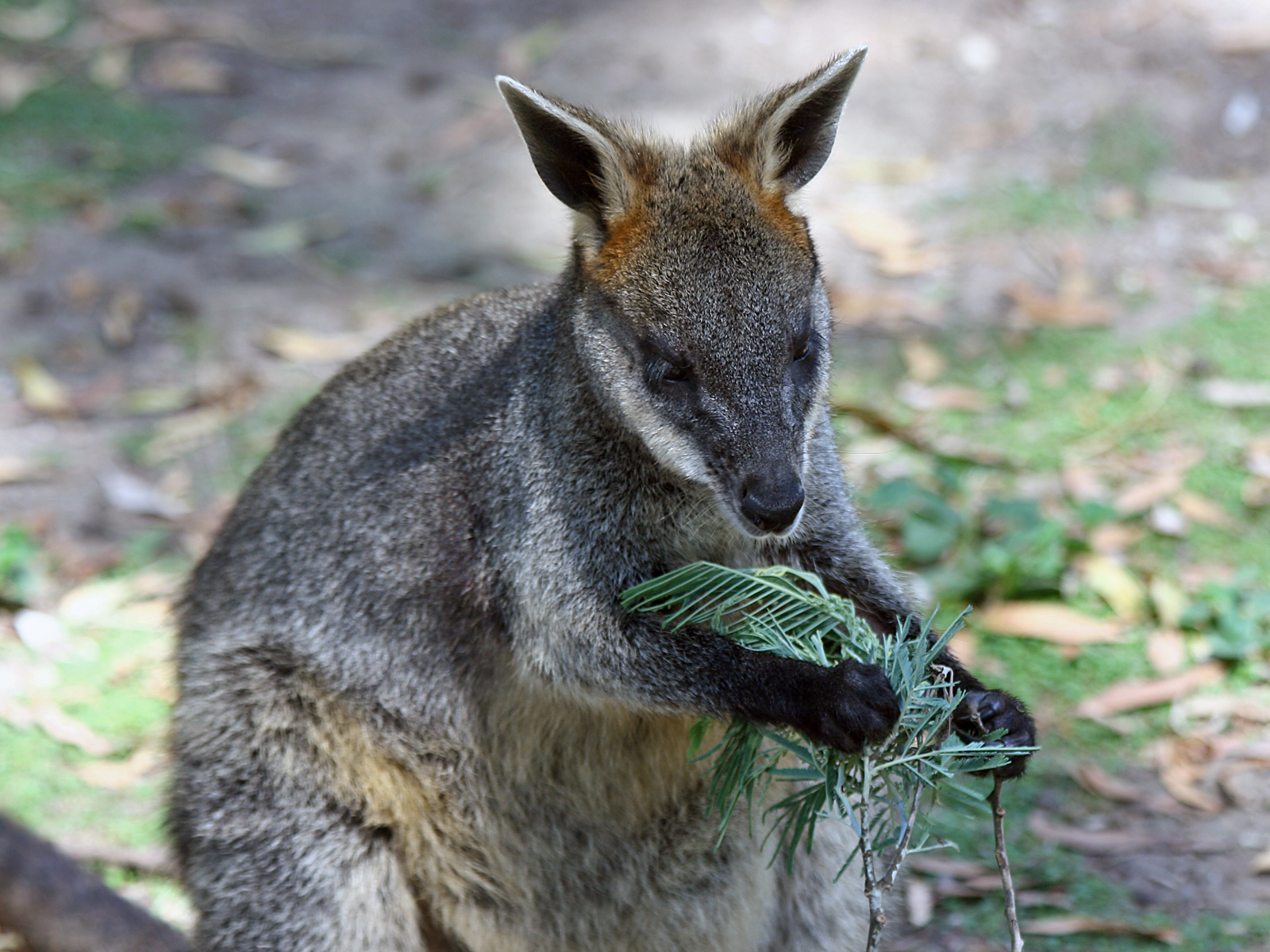
Wallaby
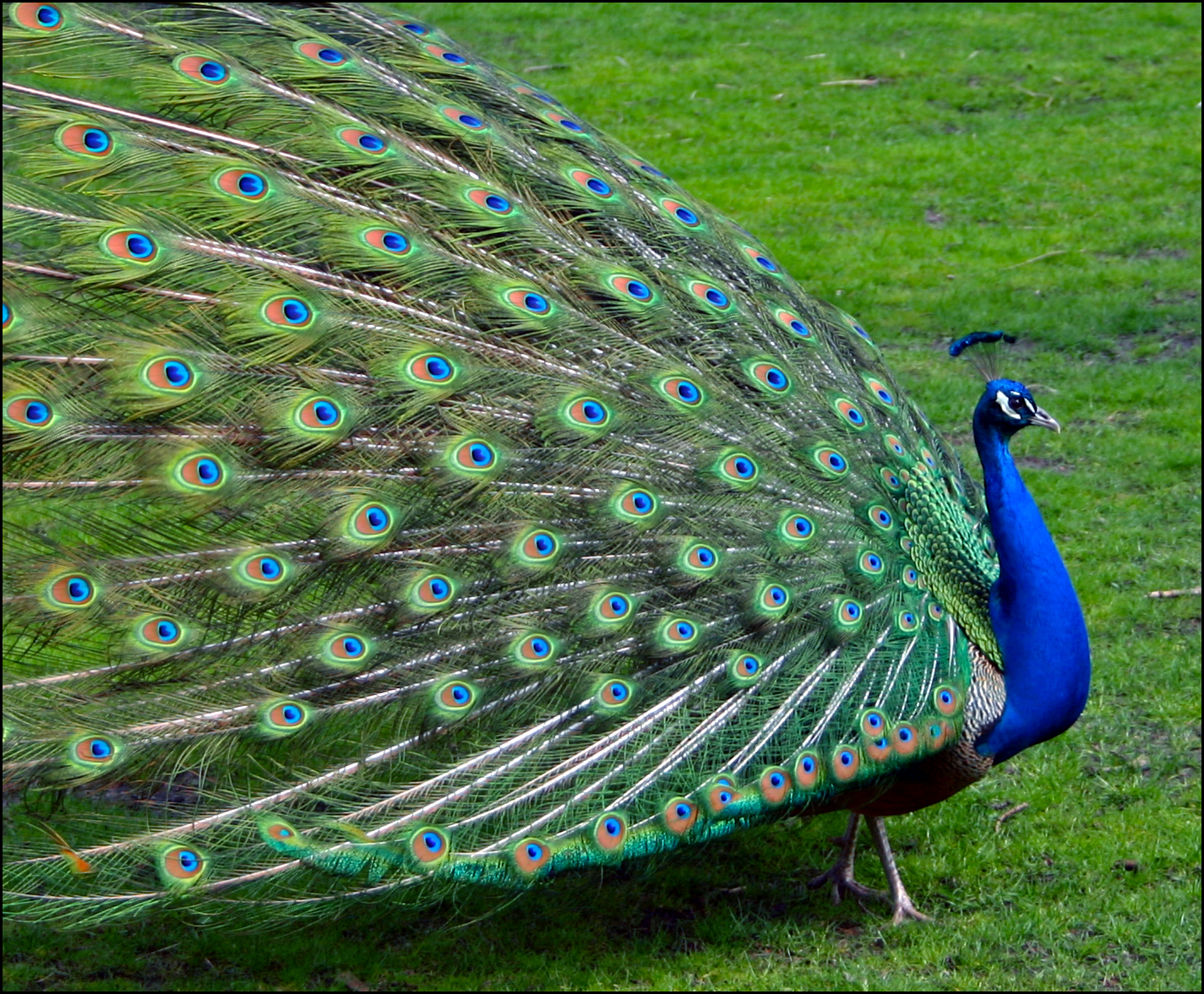
Paon
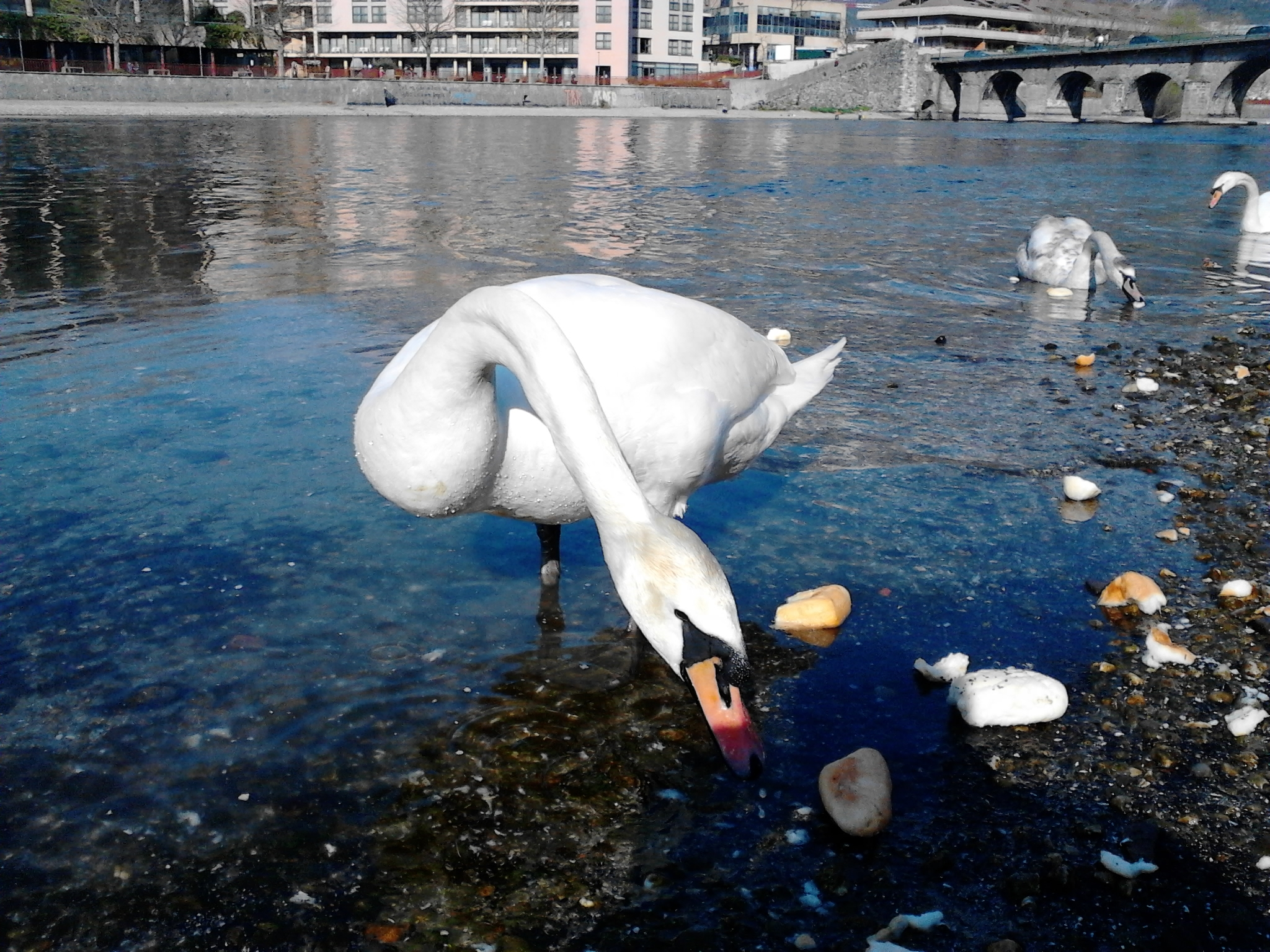
Cygne
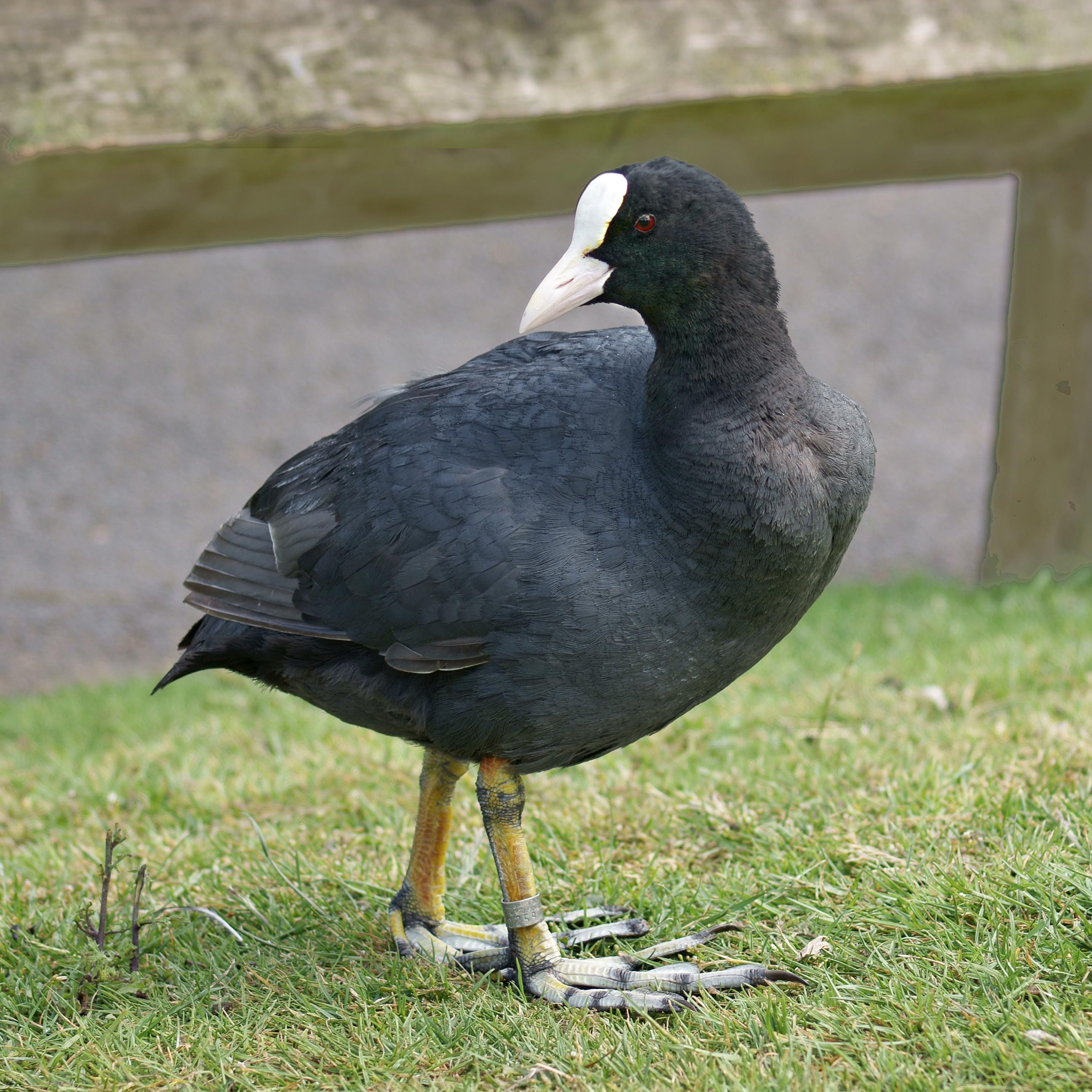
Fulica
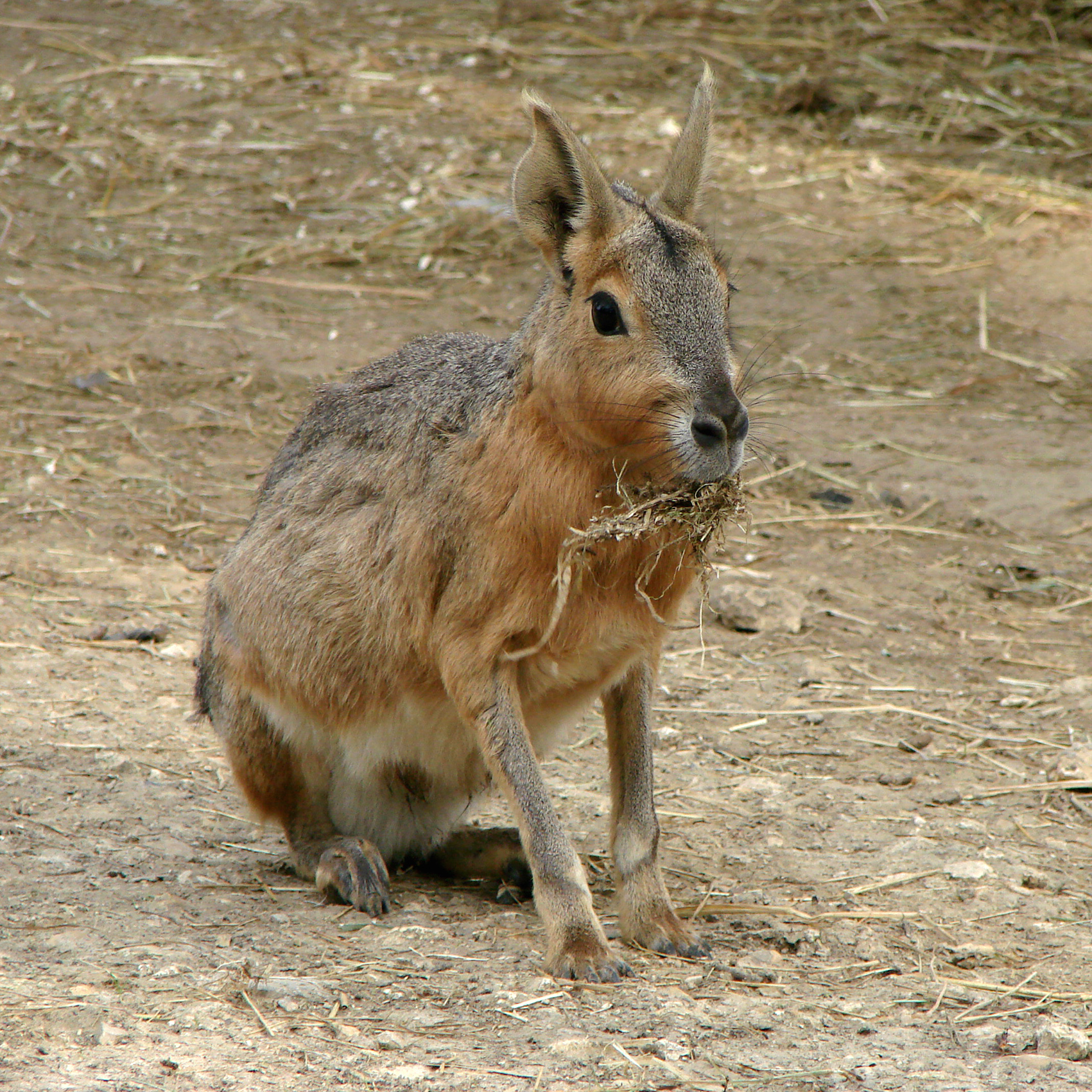
Dolichotis
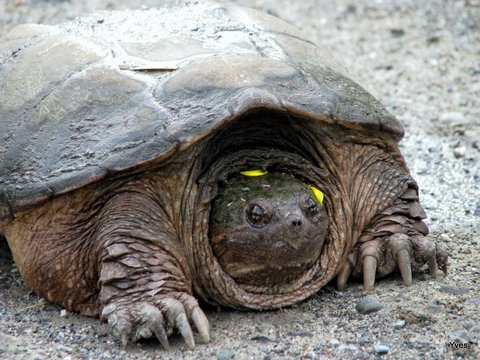
Tortue
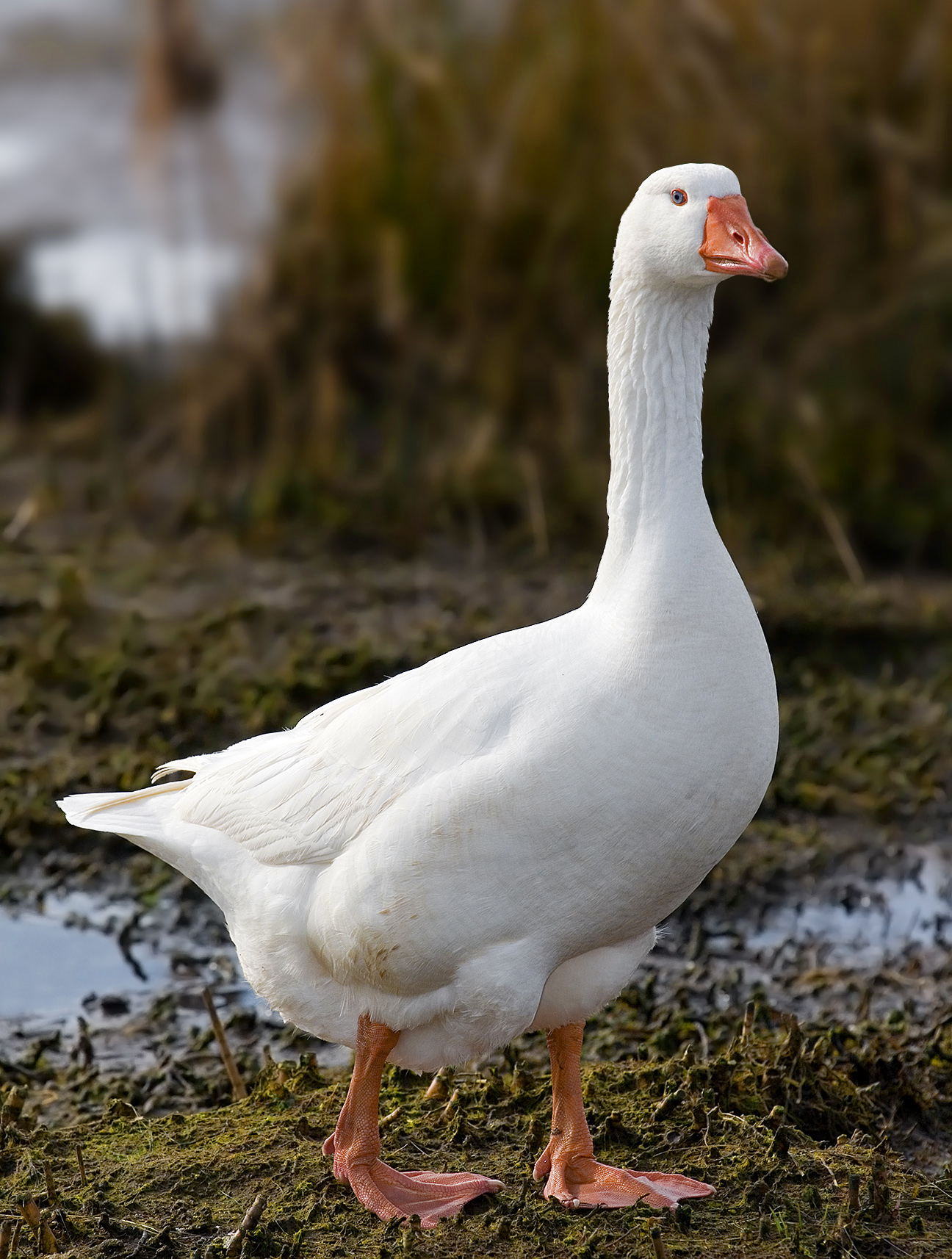
Oie
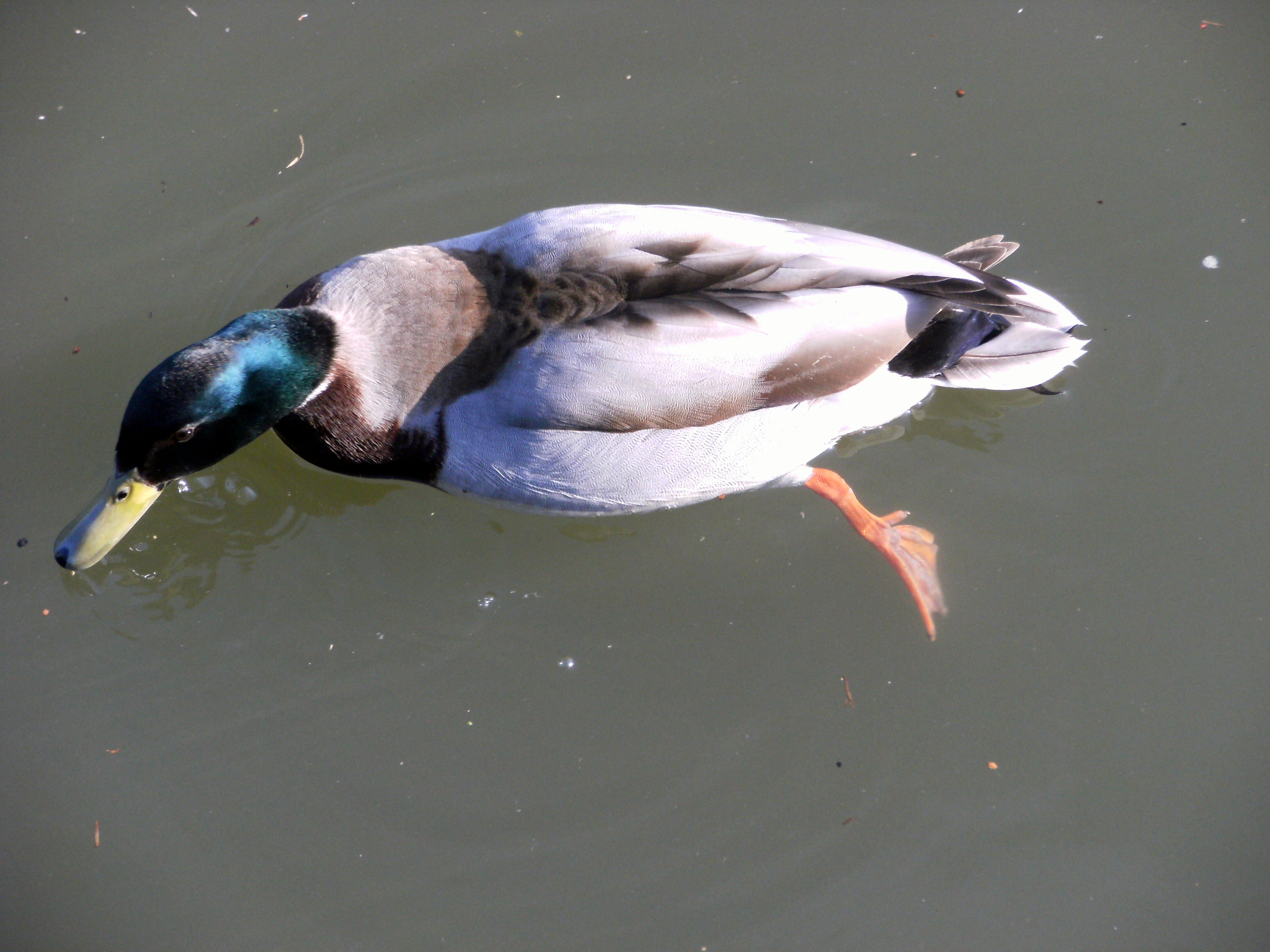
Canard
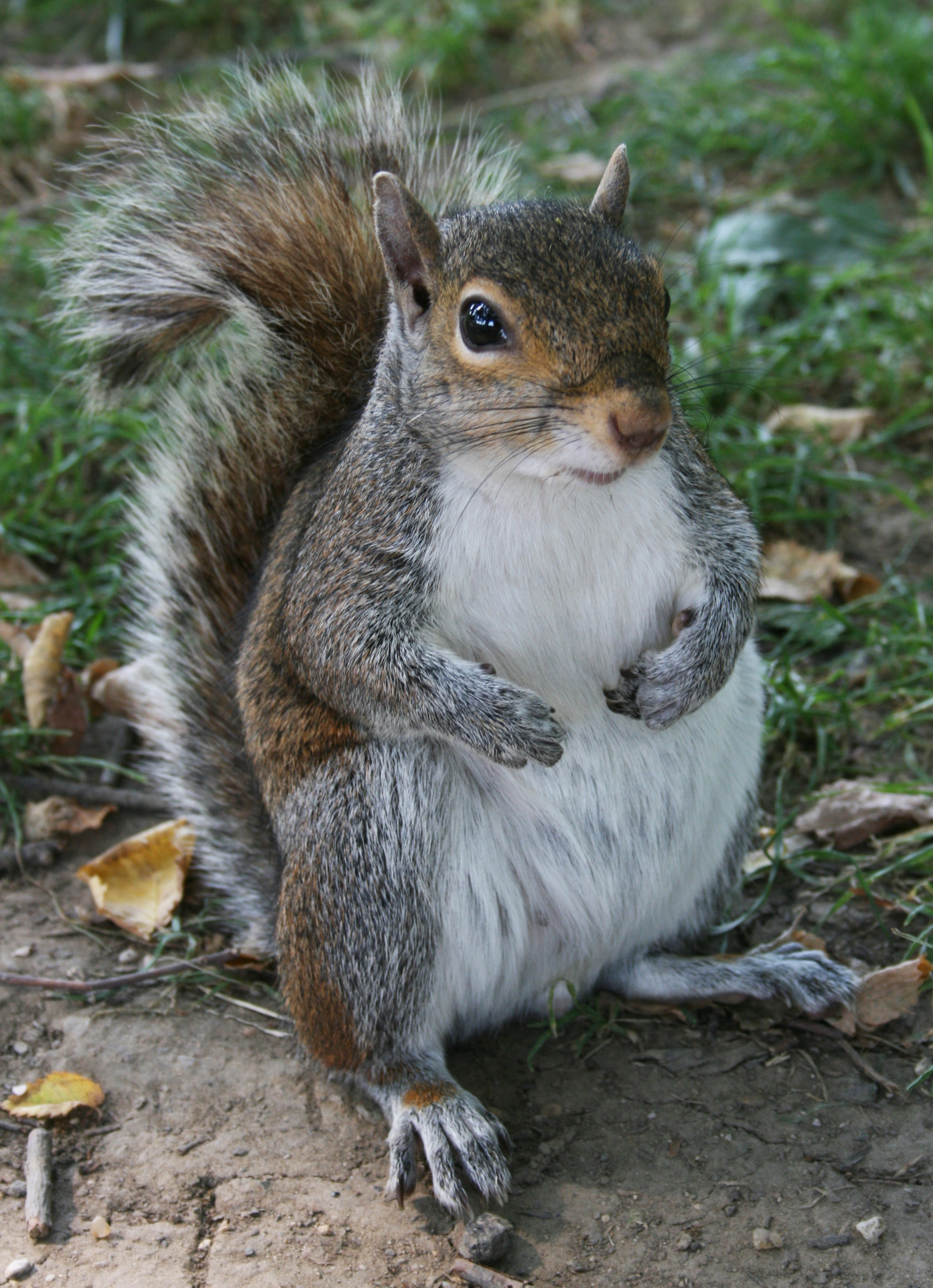
Écureuil
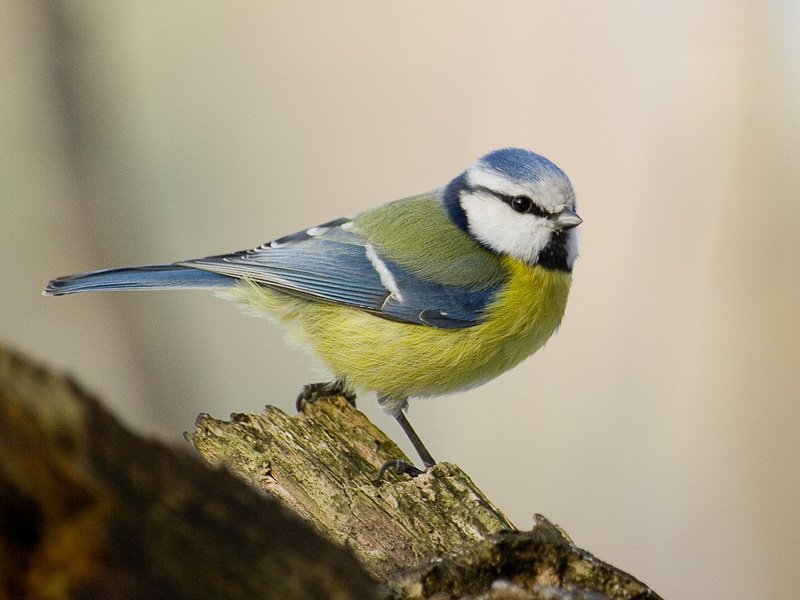
Paridae
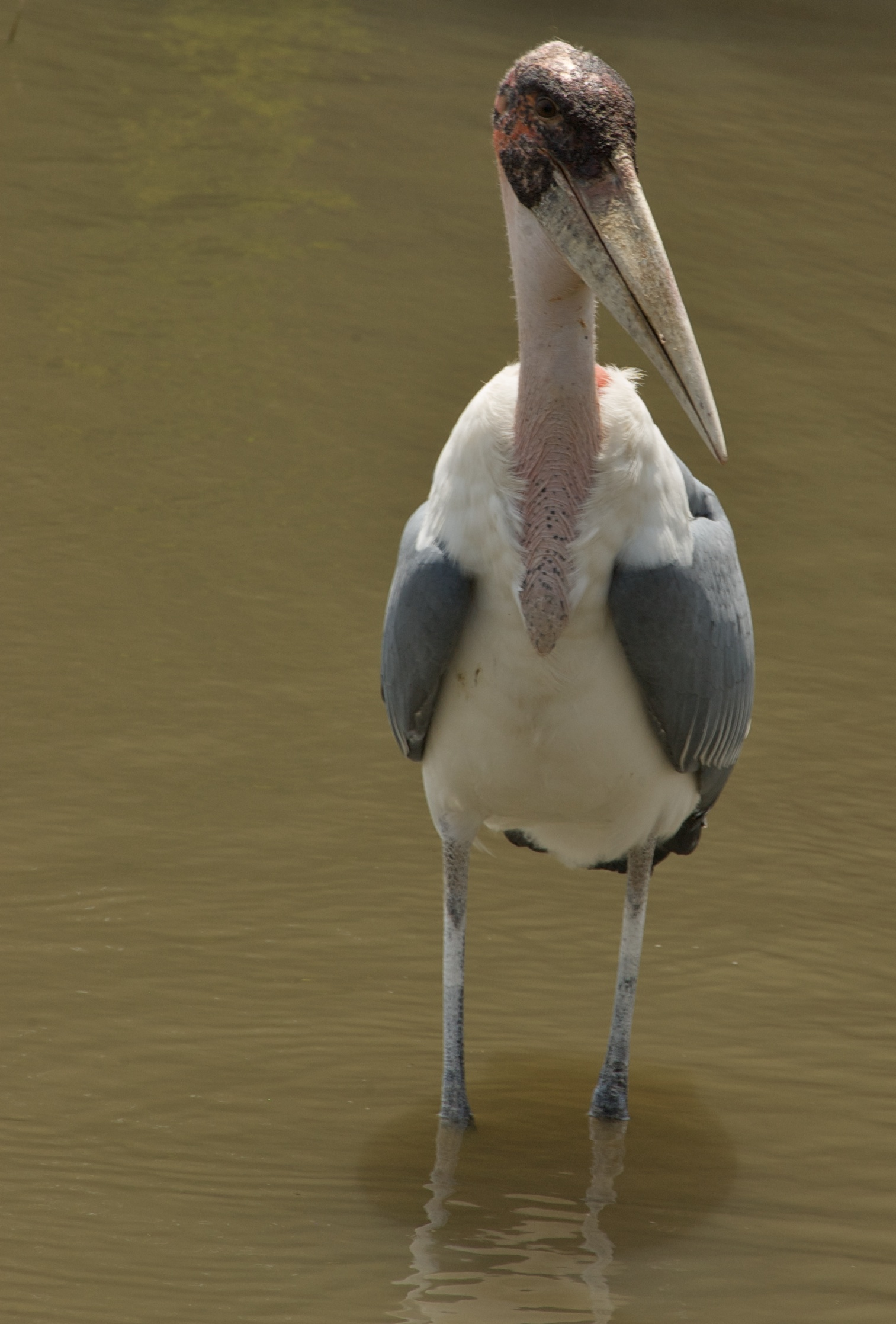
Marabout